# Howie Mann
Howie Mann (* 4. August 1927 in New York City; † 25. September 2001 in Hicksville, New York) war ein US-amerikanischer Jazz-Schlagzeuger, Bandleader und Musikpädagoge.

## Leben und Wirken
Mann begann seine Musikerkarriere in lokalen New Yorker Bands. Während des Zweiten Weltkriegs spielte er in der Armeeband 392 Band Unit im Camp Lee, Virginia. Nach seiner Entlassung aus der Armee ging er mit den Bigbands von Elliot Lawrence, Hal McIntyre und von den Dorsey Brothers auf Tourneen. Er leitete auch eine eigene Formation, die in Shows mit Nat King Cole, Mel Tormé, Eydie Gormé und Steve Lawrence auftrat. 1952 gab er zugunsten seiner Familie die Tourneetätigkeit auf und spielte in der New York Jets Stage Band, die 14 Jahre im Shea Stadium auftrat. Danach arbeitete er 24 Jahre mit seiner Howie Mann Big Band in New York City und Long Island, die u. a. im Rahmen der Konzertreihe Jazz Nexus in Schulen spielte. Daneben unterrichtete er in seinem Hicksville Drum Studio; zu seinen Schülern gehörten auch Jim Chapin und Rich Holly. Im Bereich des Jazz war er zwischen 1946 und 1956 an 24 Aufnahmesessions beteiligt, u. a. mit Tony Fruscella (1952), Phil Urso (1953) und Bobby Scott (1956).